# Sverige i olympiska sommarspelen 1908
Sverige i olympiska sommarspelen 1908.

## Svenska medaljörer

### Brottning, grekisk romersk stil
- Mellanvikt A
  - Frithiof Mårtensson, guld
  - Mauritz Andersson, silver

### Friidrott
- 5 miles
  - John Svanberg, brons

- Stavhoppning
  - Bruno Söderström, brons

- Spjutkastning
  - Eric Lemming, guld
  - Otto Nilsson, brons

- Spjutkastning fri stil (fattning i bakändan)
  - Eric Lemming, guld

### Gymnastik
- Trupptävling
  - Konrad Wallenius (ledare) /Carl Bertilsson /Hjalmar Cedercrona /Andreas Cervin /Rudolf Degermark /Carl Wilhelm Folcker /Sven Forsman /Erik Granfelt /Nils Hellsten /Arvid Holmberg /Carl Holmberg /Oswald Holmberg /Carl Hårleman /Gunnar Höjer /Hugo Jahnke /John Jarlén /Gustaf Johnsson /Rolf Jonsson /Nils Kantzov /Sven Landberg /Olle Lanner /Axel Ljung /Osvald Moberg /Erik Norberg /Carl Martin Norberg /Axel Norling /Daniel Norling /Gösta Olson /Leonard Peterson /Sven Rosén /Gustaf Rosenquist /Axel Sjöblom /Karl-Johan Svensson /Birger Sörvik /Haakon Sörvik /Nils Widforss /Karl-Gustaf Vingqvist /Gösta Åsbrink, guld

### Konståkning
- Herrar
  - Ulrich Salchow, guld
  - Richard Johansson, silver
  - Per Thorén, brons

### Segling
- 8 meter
  - "Vinga", Carl Hellström /Edmund Thormählen /Erik Wallerius /Eric Sandberg /Harald Wallin, silver

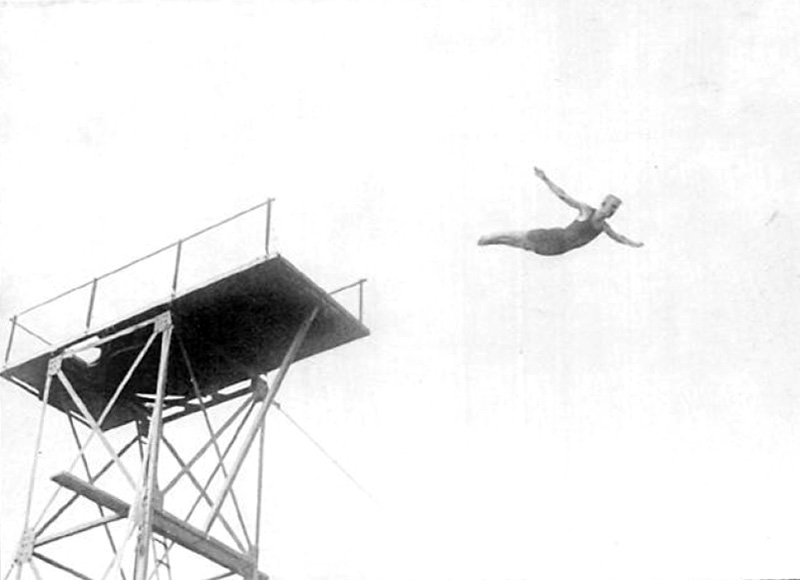
Arvid Spångberg

### Simning
- 100 meter frisim
  - Harald Julin, brons

- 200 meter bröstsim
  - Pontus Hansson, brons

- Varierade hopp
  - Hjalmar Johansson, guld
  - Karl Malmström, silver
  - Arvid Spångberg, brons

- Vattenpolo
  - Torsten Kumfeldt /Axel Runström /Harald Julin /Pontus Hansson /Gunnar Wennerström /Robert Andersson /Erik Bergvall, brons

### Skytte
- Fritt gevär, helmatch, lag
  - Gustav Adolf Jonsson /Per-Olof Arvidsson /Axel Jansson /Gustav Adolf Sjöberg /Claës Rundberg /Janne Gustafsson, silver

- Kortdistans, lag
  - Wilhelm Carlberg /Frans Albert Schartau /Hübner von Holst /Eric Carlberg, silver

- Löpande hjort, enkelskott
  - Oscar Swahn, guld

- Löpande hjort, enkelskott, lag
  - Alfred Swahn /Arvid Knöppel /Oscar Swahn /Ernst Rosell, guld

- Löpande hjort, dubbelskott
  - Oscar Swahn, brons

### Tennis inomhus
- Herrdubbel
  - Gunnar Setterwall /Wollmar Boström, brons

- Damsingel
  - Märtha Adlerstråhle, brons